# Stowe (Vermont)
Stowe ist eine Town im Lamoille County des Bundesstaates Vermont in den Vereinigten Staaten mit 5223 Einwohnern (laut Volkszählung von 2020).

## Geografie

### Geografische Lage
Stowe liegt in einem weitläufigen Tal im Zentrum der Green Mountains und dient als Wintersportzentrum für die Skigebiete der umliegenden Berge, besonders der 1339 m hohe Mount Mansfield, der zum ortseigenen Stowe Mountain Resort gehört.

### Nachbargemeinden
Alle Entfernungen sind als Luftlinien zwischen den offiziellen Koordinaten der Orte aus der Volkszählung 2010 angegeben.
- Norden: Morristown, 10,5 km
- Nordosten: Wolcott, 21,5 km
- Osten: Hardwick, 28,5 km
- Südosten: Montpelier, 29,0 km
- Süden: Waterbury, 16,0 km
- Südwesten: Richmond, 23,0 km
- Westen: Essex Junction, 31,0 km
- Nordwesten: Fairfax, 30,0 km

### Stadtgliederung
In Stowe gibt es drei Siedlungskerne: Den Hauptort Stowe (früher meist als Central Village bezeichnet), den Ort Stowe Fork sowie das village Moscow.

### Klima
Die mittlere Durchschnittstemperatur in Stowe liegt zwischen −11,67 °C (11 °Fahrenheit) im Januar und 16,1 °C (61 °Fahrenheit) im Juli. Damit ist der Ort gegenüber dem langjährigen Mittel der USA um etwa 9 Grad kühler. Die Schneefälle zwischen Mitte Oktober und Mitte Mai liegen mit mehr als zwei Metern etwa doppelt so hoch wie die mittlere Schneehöhe in den USA. Die tägliche Sonnenscheindauer liegt am unteren Rand des Wertespektrums der USA, zwischen September und Mitte Dezember sogar deutlich darunter.

## Geschichte
Das heutige Stowe wurde unter der ursprünglichen Schreibweise Stow am 8. Juni 1763 als Teil der New Hampshire Grants zur Besiedlung ausgerufen und verkauft, aber erst ab 1794 tatsächlich besiedelt. Im März 1796 folgte die erste Stadtversammlung, mit der die politische Selbstständigkeit der Town bestätigt wurde. Bis 1801 war die Gemeinde so weit angewachsen, dass ein erstes Gemeindehaus errichtet wurde; zwischen 1840 und 1841 entstanden drei weitere Gemeindehäuser unterschiedlicher Konfessionen im Bereich der Town.
Der erste Arzt ließ sich 1801 in der Gemeinde nieder. Eine erste Schule wurde 1803 errichtet, das erste Hotel 1808 und die erste Taverne 1811. Ab 1813 residierte ein Rechtsanwalt im Ort. Die erste regelmäßige Postanbindung wurde 1816 verwirklicht, als die Poststrecke zwischen Waterbury und Johnson eingerichtet und durch die Gemeinde Stowe geführt wurde; zuvor wurde eine Poststelle im Amtshaus des Bürgermeisters im Mill Village als Teil seiner Dienstgeschäfte betrieben. Eine erste öffentliche Bibliothek mit etwa 150 Bänden bestand zwischen 1828 und 1849; eine Neugründung fand 1866 statt; der Umfang der auszuleihenden Werke betrug nun 51 Bände.
Bei seiner Gründung gehörte Stowe dem Chittenden County an, wurde aber bei den Teilungen der Countys zunächst Washington County (1810) und schließlich Lamoille County (1835) zugeordnet, zu dem es seither gehört.

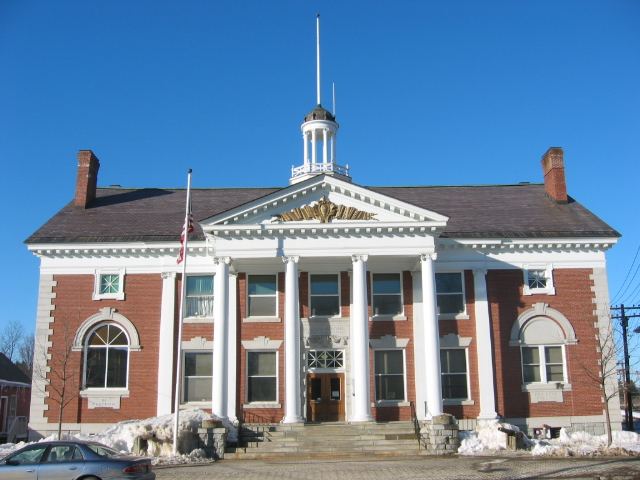
Stowe Town Hall

Das ursprüngliche Areal der Town wurde zum einen zum 1. Januar 1849 vergrößert, als die ehemals selbständige Town Mansfield  eingemeindet wurde, zum anderen 1855, als die benachbarte Town Sterling aufgelöst und ein Teil dieses Gebietes Stowe zugeschlagen wurde. Nach diesen Flächenzuwächsen galt Stowe als die flächengrößte Town Vermonts.
Im Amerikanischen Bürgerkrieg standen 187 Bürger Stowes auf Seiten der Nordstaaten unter Waffen, darunter 14 Indianer. Von diesen Soldaten starben vierzig: 16 im Feld oder an Wunden, 24 wurden Opfer von Krankheiten und Selbstmord.
Der Boom der ab Ende der 1840er Jahre in Vermont überall gebauten Eisenbahnstrecken erreichte Stowe nicht: es gab keine geeigneten Pässe durch die Green Mountains, die eine Bahnlinie durch das Gebiet der Gemeinde sinnvoll erscheinen ließ. Erst ab 1897 verband eine elektrische Überlandstraßenbahn den Ort mit der nächsten Fernbahnstation, dem etwa 16 Kilometer südlich gelegenen Waterbury. Die Bahn bewältigte den geringen Personen- und Güterverkehr auf der Strecke, bis sie 1932 infolge des Niedergangs der Wirtschaft durch die Weltwirtschaftskrise ab 1929 sowie das verstärkte Aufkommen des Individualverkehrs unwirtschaftlich und stillgelegt wurde.
Die Weltwirtschaftskrise veränderte auch das bisher vorrangig landwirtschaftlich geprägte Gesicht der Gemeinde: als Arbeitsbeschaffungsmaßnahme im Rahmen des New Deals wurde ab 1933 durch Arbeiter des Civilian Conservation Corps eine Reihe von Skiabfahrten am Mount Mansfield angelegt, den ersten in Vermont. Der Ort entwickelte sich zum Zentrum einer aufblühenden Wintersportindustrie, die rasch auch weitere Berghänge einbezog. Heute ist Stowe ein wichtiges Zentrum des Tourismus in Vermont. Neben den mehr als 160 Abfahrten der Umgebung sind drei Golfplätze, ein Luxushotel und eine Reihe weiterer touristischer Anziehungspunkte entstanden. Stowe ist seit den 1930er-Jahren Austragungsort nationaler und internationaler Skiwettkämpfe. 1981 fanden die 2. Special Olympics World Winter Games hier statt.

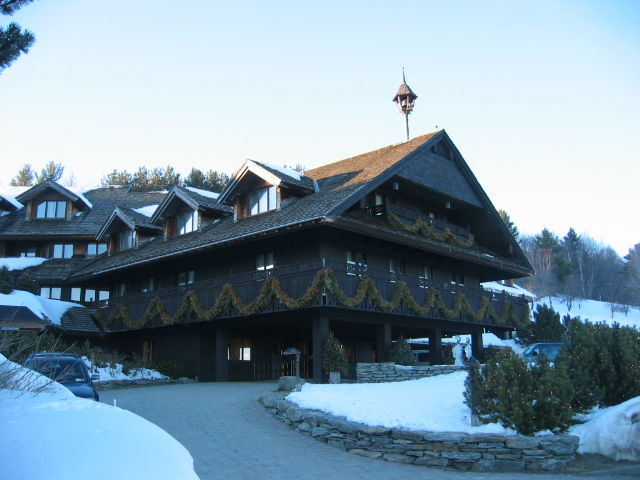
Trapp Family Lodge

In Stowe befindet sich auch der Familiensitz der Trapp-Familie (Trapp Family Lodge), die 1938 aus Österreich in die USA emigrierte. Die Trapp Familie wurde in den 30er-Jahren noch in Österreich und in den 40er- und 50er-Jahren im anglikanischen Raum durch ihre Chordarbietungen weltberühmt. Ihre Lebensgeschichte wurde mehrfach verfilmt (unter anderem in The Sound of Music).

### Einwohnerentwicklung
| Volkszählungsergebnisse – Town of Stowe, Vermont | Volkszählungsergebnisse – Town of Stowe, Vermont | Volkszählungsergebnisse – Town of Stowe, Vermont | Volkszählungsergebnisse – Town of Stowe, Vermont | Volkszählungsergebnisse – Town of Stowe, Vermont | Volkszählungsergebnisse – Town of Stowe, Vermont | Volkszählungsergebnisse – Town of Stowe, Vermont | Volkszählungsergebnisse – Town of Stowe, Vermont | Volkszählungsergebnisse – Town of Stowe, Vermont | Volkszählungsergebnisse – Town of Stowe, Vermont | Volkszählungsergebnisse – Town of Stowe, Vermont |
| Jahr                                             | 1800                                             | 1810                                             | 1820                                             | 1830                                             | 1840                                             | 1850                                             | 1860                                             | 1870                                             | 1880                                             | 1890                                             |
| ------------------------------------------------ | ------------------------------------------------ | ------------------------------------------------ | ------------------------------------------------ | ------------------------------------------------ | ------------------------------------------------ | ------------------------------------------------ | ------------------------------------------------ | ------------------------------------------------ | ------------------------------------------------ | ------------------------------------------------ |
| Einwohner                                        | 316                                              | 650                                              | 957                                              | 1570                                             | 1371                                             | 1771                                             | 2046                                             | 2049                                             | 1896                                             | 1886                                             |
| Jahr                                             | 1900                                             | 1910                                             | 1920                                             | 1930                                             | 1940                                             | 1950                                             | 1960                                             | 1970                                             | 1980                                             | 1990                                             |
| Einwohner                                        | 1926                                             | 1991                                             | 1800                                             | 1654                                             | 1741                                             | 1720                                             | 1901                                             | 2388                                             | 2991                                             | 3433                                             |
| Jahr                                             | 2000                                             | 2010                                             | 2020                                             | 2030                                             | 2040                                             | 2050                                             | 2060                                             | 2070                                             | 2080                                             | 2090                                             |
| Einwohner                                        | 4339                                             | 4314                                             | 5223                                             |                                                  |                                                  |                                                  |                                                  |                                                  |                                                  |                                                  |

## Kultur und Sehenswürdigkeiten
- Trapp Family Lodge
- Vermont Ski und Snowboard Museum
- Stowe Mountain Resort
- Stowe Recreation Path (8 km langer Fuß- und Radfahrweg)

## Sport
Die 2. Special Olympics World Winter Games wurden vom 8. bis 13. März 1981 in Stowe und in Smugglers’ Notch, Vermont, veranstaltet.
Es gab Wettkämpfe in den drei Sportarten Ski Alpin, Skilanglauf und Eisschnelllauf. 600 Athleten aus den USA reisten für die Spiele an.

## Wirtschaft und Infrastruktur
Stowe ist über die Vermont Route 100 und de Vermont Route 108, die beide Nord-Süd-Verbindungen zu den benachbarten Towns darstellen, an das Straßennetz Nordamerikas angebunden. Der im Norden der Town gelegene Morrisville-Stowe State Airport bietet seit 1963 zusätzliche Verbindungen per Flugzeug an.

### Öffentliche Einrichtungen
Es gibt kein Krankenhaus in Cambridge. Das nächstgelegene Hospital ist das Copley Hospital in Morrisville.

### Bildung
Stowe gehört mit Elmore und Morristown zur Lamoille South Supervisory Union Die Stowe Elementary School bietet Schulklassen von Pre-Kindergarten bis zum fünften Schuljahr. Außerdem die Stowe Middle School als weiterführende Schule.
Die Stowe Free Central Library wurde im Jahr 1866 durch eine Spende von 51 Bücher gegründet. 1904 zog die Bibliothek in die Town Hall, das Akeley Memorial Building. 1981 übersiedelte sie in das renovierte ehemalige High School Gebäude. Dieses wurde 1863 gebaut.

## Persönlichkeiten

### Söhne und Töchter der Stadt
- George Whitman Hendee (1832–1906), Politiker und Gouverneur des Bundesstaates Vermont
- Maxine Bahns (* 1971), Schauspielerin
- Andrew Neel (* 1978), Filmregisseur und Drehbuchautor
- Graham Mink (* 1979), Eishockeyspieler
- Brady Leisenring (* 1982), Eishockeyspieler

### Persönlichkeiten, die vor Ort gewirkt haben
- Georg Ludwig von Trapp (1880–1947), österreichischer U-Boot-Kommandant und Vater der Trapp-Familie
- Maria Augusta Trapp (1905–1987), österreichische Sängerin und Schriftstellerin
- Maria Franziska von Trapp (1914–2014), US-amerikanische Missionarin österreichischer Herkunft